# Papkîne, Kroleveț
Papkîne (în ucraineană Папкине) este un sat în comuna Bîstrîk din raionul Kroleveț, regiunea Sumî, Ucraina.

## Demografie
Componența lingvistică a localității Papkîne
     Ucraineană (91,67%)
     Rusă (8,33%)
Conform recensământului din 2001, majoritatea populației localității Papkîne era vorbitoare de ucraineană (91,67%), existând în minoritate și vorbitori de rusă (8,33%).